# Papiro 119
O Papiro 119 ({\displaystyle {\mathfrak {P}}}119) é um antigo papiro do Novo Testamento que contém fragmentos do capítulo um do Evangelho de João (1:21-28,38-44).